# 91214 Діклементе
91214 Діклементе (91214 Diclemente) — астероїд головного поясу, відкритий 23 грудня 1998 року.
Тіссеранів параметр щодо Юпітера — 3,676.